# Propiac
Propiac, in Touristenführern auch Propiac-les-Bains, ist eine französische Gemeinde mit 131 Einwohnern (1. Januar 2022) im Département Drôme in der Region Auvergne-Rhône-Alpes. Sie gehört zum Arrondissement Nyons und zum Kanton Nyons et Baronnies.
Propiac liegt auf 367 m Meereshöhe an der Passstraße zum Col de Propiac, die von Buis-les-Baronnies über Faucon nach Vaison-la-Romaine führt. Die Gemeinde liegt acht Kilometer westlich von Buis-les-Baronnies, 14 Kilometer östlich von Vaison-la-Romaine und 22 Kilometer südlich von Nyons. Das Gemeindegebiet wird vom Flüsschen Eyguemarse durchquert.
Von Propiac hat der Besucher einen guten Ausblick auf den Mont Ventoux, der mit 1912 Metern alle umliegenden Berge überragt. Wahrzeichen des Ortes ist die Kirche Saint-Marcel. Die Gemeinde ist als Kurort ausgewiesen. Außerdem spielt der Weinbau eine wichtige Rolle.
Durch Propiac verläuft die D147, welche über den Col de Propiac führt. Unmittelbar am Ortsende mündet von Süden her die D347 in die D147. Anfang des 20. Jahrhunderts teilte sich Propiac mit dem zehn Kilometer entfernten Mollans-sur-Ouvèze einen Bahnhof an der Bahnstrecke Orange-Buis-les-Baronnies.

## Einzelnachweise

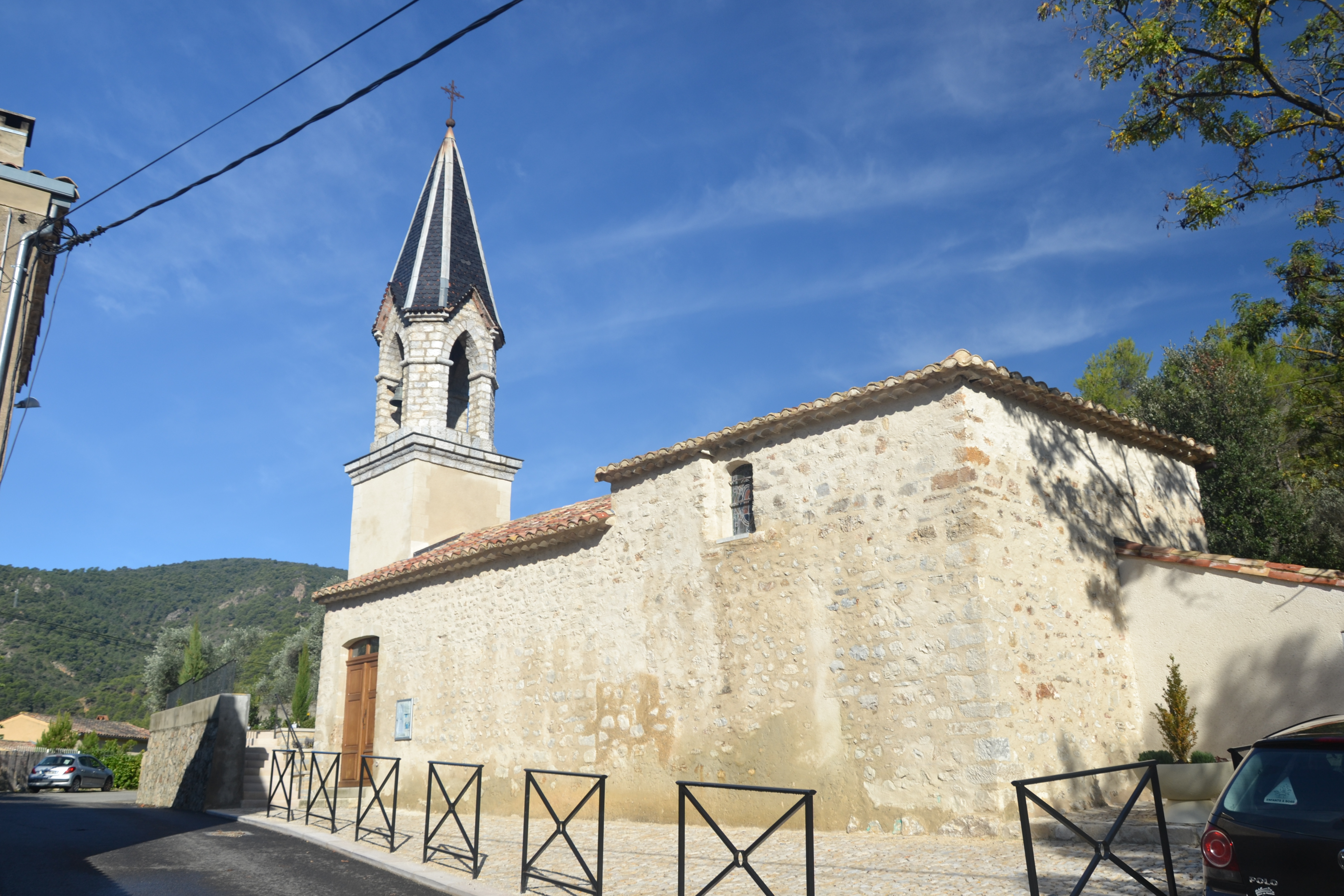
Kirche Saint-Marcel

## Bevölkerungsentwicklung
| Jahr                       | 1962 | 1968 | 1975 | 1982 | 1990 | 1999 | 2006 | 2016 |
| Einwohner                  | 44   | 38   | 49   | 47   | 60   | 78   | 105  | 124  |
| Quellen: Cassini und INSEE |      |      |      |      |      |      |      |      |